# 구로카와 게이스케
구로카와 게이스케(일본어: 黒川 圭介, 1997년 4월 13일~)는 일본의 축구 선수이다.

## 구단 경력
그는 2019년 J1리그의 감바 오사카로 이적했다. 2024년에 천황배 준우승.